# Buda-Kaschaljowa
Buda-Kaschaljowa (belarussisch Буда-Кашалёва) ist eine Stadt in Belarus in der Homelskaja Woblasz mit 8551 Einwohnern (Stand: 2016).

## Geschichte

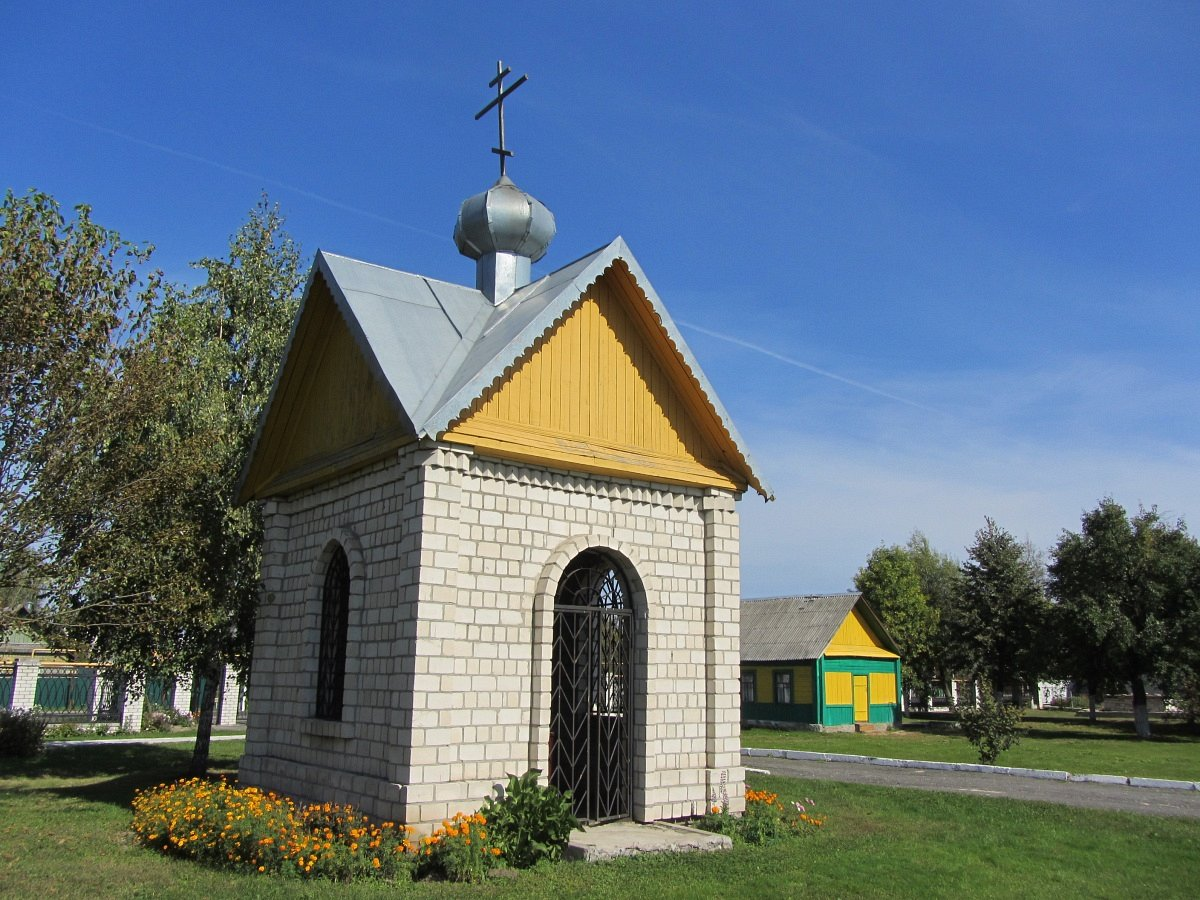
Kapelle in Buda-Kaschaljowa

Buda-Koschelewo wurde erstmals Mitte des 19. Jahrhunderts als ein Dorf von Staatsbauern erwähnt. Der Bau der Eisenbahnstrecke Libawa-Romensk Eisenbahn im Jahre 1873 steigerte die Entwicklung der Holzindustrie und der Weberei. Dennoch widmeten sich die meisten Bewohner der Landwirtschaft. Die Dorfbevölkerung stieg von 95 (1873) auf 517 im Jahre 1897 an. Die erste Schule von Buda-Kaschaljowa wurde in den 1890ern erbaut und ein Krankenhaus im Jahre 1914. Eine Konfessionsschule wurde im Jahr 1910 eröffnet. 1917 wurde das Dorf Bestandteil der RSFSR und ab 1924 der BSSR. Ab dem 14. August 1941 wurde Buda-Kaschaljowa von den Deutschen okkupiert und viele Bewohner der Region nahmen am Partisanenkampf teil. Die Region wurde am 27. November 1943 befreit.
Seit 1971 besitzt Buda-Kaschaljowa den Status einer Stadt.